# Saint Peter Port
Saint Peter Port (in francese Saint-Pierre-Port) è la capitale dell'isola di Guernsey, così come il suo principale porto. Nel 2001 la popolazione era di 16 488 abitanti.
Il suo nome significa sia in inglese che in francese Il Porto di San Pietro. Victor Hugo venne esiliato a Saint Peter Port.

## Toponimia
Si tratta di una formazione toponomastica medievale che significa “porto di Saint Peter”.
Contrariamente alla credenza locale, la forma Saint Peter Port, piuttosto che Port Saint Peter riflette il determinante dell'ordine delle parole con appellativo caratteristico dei toponimi antichi nella maggior parte della regione della Normandia, che ha origini germaniche e anglo-scandinave.

## Geografia
Saint Peter Port si trova sulla costa orientale di Guernsey, con vista su Herm e la piccola isola di Jethou; un ulteriore canale separa Sark e gli isolotti circostanti come Brecqhou; la lunga penisola del Cotentin in Normandia e, a sud-est, Jersey sono visibili in condizioni molto limpide da alcuni dei punti panoramici più alti della città. La parrocchia confina con St. Sampson a nord, Vale a nord-ovest, St. Andrew a ovest e St. Martin a sud.

## Suddivisioni
Saint Peter Port è suddivisa in 4 cantoni:
1. Cantone 1 o Cantone Settentrionale
2. Cantone 2 o Cantone di Nord-Ovest
3. Cantone 3 o Cantone di Sud-Ovest
4. Cantone 4 o Cantone Meridionale

Le isole di Herm e Jethou non fanno parte di nessun cantone ma appartengono alla parrocchia.

## Sport
A Saint Peter Port c'è una squadra di calcio, il Guernsey Football Club, che attualmente milita nella Isthmian Football League. La squadra, fondata nel 2011, gioca e si allena al Footes Lane, uno stadio della città. C'è anche una squadra di rugby, il Guernsey Rugby Football Club, che attualmente milita nella National League 2 East. Anch'essa si allena al Footes Lane.